# كأس ويلز 1939–40
كأس ويلز 1939–40 (بالإنجليزية: 1939–40 Welsh Cup)‏ هو موسم من كأس ويلز. فاز فيه نادي تلفورد يونايتد.